# Ecurie France
Ecurie France je nekdanje francoski dirkaško moštvo, ki je nastopalo na dirkah za Veliko nagrado med sezonama 1938 in 1948. V 123-ih nastopih je doseglo šest zmag, po dve zmagi so dosegli Eugene Chaboud, Louis Chiron in Yves Giraud-Cabantous, in triindvajset uvrstitev na stopničke. Večinoma so nastopali z dirkalnikoma Delahaye 135CS in Talbot-Lago T26C.

## Zmage
| Sezona | Dirka                      | Dirkač                | Dirkalnik         | Poročilo |
| ------ | -------------------------- | --------------------- | ----------------- | -------- |
| 1948   | Velika nagrada Roussillona | Eugene Chaboud        | Talbot-Lago T26C  | Poročilo |
| 1948   | Velika nagrada Marseilla   | Eugene Chaboud        | Talbot-Lago T26C  | Poročilo |
| 1948   | Grand Prix du Comminges    | Louis Chiron          | Talbot-Lago T26C  | Poročilo |
| 1948   | Velika nagrada Francije    | Louis Chiron          | Talbot-Lago T26C  | Poročilo |
| 1948   | Velika nagrada Salona      | Yves Giraud-Cabantous | Talbot-Lago T26C  | Poročilo |
| 1948   | Velika nagrada Pariza      | Yves Giraud-Cabantous | Talbot-Lago T150C | Poročilo |